# 貝特勒峰
77°47′18″S 163°31′50″E / 77.78833°S 163.53056°E
貝特勒峰（英語：Bettle Peak）是南極洲的山峰，座標77°47′18″S 163°31′50″E，位於維多利亞地的斯科特海岸，處於鮑爾斯山麓冰川以西，海拔高度1,490米（4,890英尺），以美國地質調查局的氣象學家命名。